# Dobri Dobrew
Dobri Dimitrow Dobrew (buł.: Добри Димитров Добрев) znany jako Dziadek Dobri oraz Święty z Bajłowa (ur. 20 lipca 1914, zm. 13 lutego 2018) – pochodzący z Bułgarii asceta, który każdego dnia przemierzał pieszo dwadzieścia kilometrów, żeby zbierać pieniądze przed Soborem św. Aleksandra Newskiego w Sofii. Wszystkie pieniądze, które zebrał, przeznaczał na cele charytatywne: wspierał potrzebujących, sieroty, kościoły oraz klasztory. 

## Życiorys
Dobrew urodził się 20 lipca 1914 roku we wsi Bajłowo. Jego ojciec, Dimitar, zmarł w trakcie I wojny światowej przez co Dobriego i jego rodzeństwo samotnie wychowywała matka, Katerina. Dobrew nie pamiętał zbyt dobrze swojego dzieciństwa. 
Ożenił się około roku 1940 w trakcie II Wojny Światowej, podczas której też częściowo stracił słuch. Razem z żoną mieli czwórkę dzieci.
W 1996 wystąpił w filmie Traka-trak.
Przez lata Dobrew pozbywał się swoich dóbr materialnych i coraz bardziej zbliżał się do świata duchowego. Około roku 2000 zdecydował przekazać cały swój majątek Bułgarskiemu Kościołowi Prawosławnemu, po czym zamieszkał w skromnej przybudówce Soboru Świętego Cyryla i Metodego w swojej rodzinnej miejscowości - Bajłowa. Postawił sobie za cel zebranie funduszy na odrestaurowanie kościołów i klasztorów w całej Bułgarii. Jego działania w tym kierunku i bardzo ascetyczne życie sprawiły, że zaczęto nazywać go Świętym z Bajłowa. 
W ciągu całej swojej działalności, zebrał ponad 80 000 lwów bułgarskich (40 000 euro) i wszystkie środki przekazał kościołom, klasztorom oraz osobom potrzebującym.
Zmarł w wieku 103 lat w 2018 roku.